# Sabian
Sabian es un diseñador y fabricante Canadiense de Platillos. Es uno de los más grandes del mundo, junto con Zildjian, Paiste, y Meinl.

## Historia
La compañía fue fundada en 1981 en Meductic, Nuevo Brunswick, Canadá por Robert Zildjian.  Robert era hijo de Avedis Zildjian III, jefe de Avedis Zildjian Company. La tradición familiar especificaba que el jefe de la compañía cedería el mando a su hijo mayor. Después de la muerte de Avedis Zildjian III en 1979, Armand Zildjian (quien fue presidente de Zildjian en esa época) fue elegido presidente de la Junta. Esto llevó a una disputa familiar y legal entre Armand y Robert, que resultó en la renuncia de Robert a Zildjian, para formar la compañía rival, Sabian. Actualmente, siguen siendo rivales, además de ser ambas las marcas más populares en cuanto a Platillos en el mundo. 
El acuerdo le dio a Robert la fábrica Canadiense que había estado produciendo la línea de platillos K. Zildjian. Armand y Robert tuvieron luego una gran disputa para definir en que lugar debía ser fabricada la línea K. Zildjian. Como presidente de Zildjian, Armand insistió en que la serie K debería ser fabricada en Estados Unidos con la participación de bateristas famosos como Elvin Jones y Tony Williams. 
En el acuerdo, Robert convino no emplear la marca Zildjian y/o afirmar que sus platillos eran los mismos. Algunos sostienen que la más notable diferencia entre los platillos de Zildjian y Sabian esta en que Zildjian usa una aleación más suave y de sonido más melódico, mientras que Sabian usa una aleación basada en estaño, aunque esto sea incierto. Los platillos de calidad profesional fabricados por las dos compañías usan la misma aleación de bronce (80% Cobre, 20% Estaño y pequeñas cantidades de plata). Otros afirman que los platillos de las dos empresas pueden ser distinguidos fácilmente por su sonido, afirmando que los platillos de Sabian poseen un sonido relativamente más grueso y más sostenido que sus contrapartes de Zildjian, y que los Zildjian tienen una respuesta más rápida, tendiendo a un sonido más suave. Estas opiniones dan a entender que las diferencias realmente dependen del modelo de platillo.
Robert Zildjian formó la palabra "Sabian" de las dos primeras letras de los nombres de sus tres hijos: Sally, Bill y Andy (un apodo para Armand), e inicialmente lanzó dos líneas de platillos, HH y AA, ambos de la tradicional aleación de bronce. Actualmente, el presidente de Sabian Cymbals es Andy Zildjian, el más joven de la familia.

## Línea de Platillos

### Centrados
- SBr - Platillos de clase principiante. Abreviatura de "Sabian Brass", la serie SBr es la serie más económica de platillos Sabian, con el éxito de la serie Solar y Power Beat de Sabian.
- B8 ("Focused Bright")/B8 Pro ("Focused Brilliant")/B8X - Platillos para estudiantes o principiantes buscando platillos con calidad, hechos de aleación de bronce B8 (92% Cobre, 8% Estaño). Los B8 tienen un acabado tradicional, mientras que los B8 Pro poseen un acabado brillante, por otra parte recientemente salieron los B8X que son una mejora drástica en el tradicional B8 y un acabado brillante de B8 Pro.
- APX ("Focused Cut") - Platillos de nivel principiante - medio, con un diseño que otorga mayor grado de decibeles. Gracias a su aleación B8, estos platillos ofrecen un sonido brillante y agresivo, convirtiéndolos en una elección favorable para bateristas de Rock y Metal. De acabado tradicional.

Nota: Esta sección fue llamada "Inicios de Bronce" hasta el 2010, donde fue cambiada a "Centrados" y se añadió la línea APX.

### Creativos
- Vault ("Unique") - Platillos con adición de plata en aleación B20. De acabado brillante.
  - Signature - Platillos desarrollados con la asistencia de "Artistas Sabian". El precio y la calidad varían por platillo.
- Paragon ("Powerful") - Serie de platillos de Neil Peart que hizo su debut en la gira "R30" de Rush. Incluyen un acabado de "Martillado a mano" y una tinte del color de la aleación que se mezcla con el platillo. Paragon combina elementos de las líneas AA, HH y AAX para crear un sonido poderoso y versátil. Estos platillos fueron desarrollados originalmente con un acabado tradicional, pero desde 2009, están disponibles con un acabado brillante en adición a su acabado original. Todos los platillos tienen un tamaño acorde a la preferencia de Neil.

### Clásicos
- Xs20 - Platillos de clase semi-profesional, hechos de aleación B20. Originalmente venían con un acabado tradicional, pero desde el 2009, se añadió el acabado brillante a la línea.
- HH ("Vintage Dark") - Abreviatura de "Hand-Hammered". Platillos de gama alta. Como su nombre lo indica, estos platillos son martillados a mano individualmente por artesanos de Sabian. Cada platillo tiene un diferente estilo y toque aplicado, y la fuerza y ubicación de los golpes varia, dándole a cada platillo de la línea un tono diferente. Los platillos HH son esencialmente considerados como una versión renombrada de la línea K de Zildjian.
- AA ("Vintage Bright") - Abreviatura de "Automated Anvil". Platillos de gama alta. Estos platillos son completamente hechos por máquinas. proyectan un sonido brillante y clásico, apto para variados estilos musicales.
  - AA Metal-X - Platillos de gama alta. Una sub-línea de los AA, enfocados hacia bateristas de Rock y Metal. Los platillos AA metal-X presentan un nuevo diseño llamado Power Active Design, que brinda más tono y proyección que los AA estándar.

### Modernos
- AAX ("Modern Bright") - Platillos de gama alta hechos con la misma técnica que los de la serie AA, pero con tecnología Dynamic Focus, que eliminan la distorsión y aumentan la claridad del sonido, son de un sonido más fuerte y diseñados especialmente para tocar Rock y sus subgéneros.
- HHX ("Modern Dark") - Platillos de gama alta hechos con la misma técnica que los de la serie HH, pero con tecnología Tone Projection, que aumenta la proyección y la efectividad de estos.
  - Legacy y Evolution - Sub-líneas de la serie HHX diseñadas en conjunto con Dave Weckl. Los platillos legacy vienen con acabado tradicional, son de sonido más oscuro, mientras que los Evolution vienen con acabado brillante y muestran más versatilidad debido a su sonido, muestran también un platillo que ninguna otra línea tiene llamado EFKs Crash de 17" únicamente y es del estilo de un china, aunque su orilla es hacia abajo, contrario a los platillos Chinese.

### Otros
Existen otros platillos incluidos en la serie Signature, como los "Groove Cymbals", diseñados en conjunto con Zoro. Y muchos otros productos innovadores que ha lanzado Sabian, como los Crashes AA Rocktagon, los Crashes X-Plosion y O-zone, el "X-Treme China", los Hi-hats X-Celerator, y muchos otros. Sabian también "recicló" platillos de aleación B20, utilizados y devueltos, para formar los SR2, platillos únicos y arreglados.

## Artistas que usan Sabian
- Paulina Villarreal Vélez - The Warning
- Trey Williams - Dying Fetus
- George Kollias - Nile
- Shannon Leto - 30 Seconds to Mars
- Neil Peart - Rush
- Blake Richardson - Between the Buried and Me
- Karl Perazzo - Santana
- Dave Weckl
- Dave Abbruzzese - Pearl Jam
- Daniel Adair - Nickelback
- Phil Collins - Genesis
- Mike Portnoy - Metal Alliance
- Todd Sucherman - Styx
- The Rev - Avenged Sevenfold
- Carmine Appice - Vanilla Fudge, Carmine Appice's Guitar Zeus
- Terry Bozzio - Frank Zappa, Missing Persons
- Frankie Banali - Quiet Riot
- Billy Cobham
- Jimmy Cobb - John Coltrane, Sarah Vaughan, Billie Holiday
- Al Foster - Miles Davis
- Jan Axel Blomberg Mayhem Arcturus
- Ray Luzier - Korn
- Jen Ledger - Skillet
- Jack DeJohnette - Miles Davis
- Joe Morello - Dave Brubeck Quartet
- José Pasillas - Incubus
- Bernard Purdie
- Sebastián Roldán - Amor Eterno
- Vinnie Paul - Pantera, Damageplan, Hellyeah
- Eddie Livingston - Tactics, Evildead, Armored Saint, Billy Preston
- Chester Thompson, Phil Collins - Genesis
- Bill Ward - Black Sabbath
- Mike Wengren - Disturbed
- Roy Mayorga - Stone Sour, Abloom
- Christoph Schneider- Rammstein[3]
- My Chemical Romance
- Martin Lopez - Opeth